# Egnach
Egnach é uma comuna da Suíça, no Cantão Turgóvia, com cerca de 4.229 habitantes. Estende-se por uma área de 18,50 km², de densidade populacional de 229 hab/km². Confina com as seguintes comunas: Amriswil, Arbon, Eriskirch (DE-BW), Friedrichshafen (DE-BW), Häggenschwil (SG), Muolen (SG), Roggwil, Salmsach.
A língua oficial nesta comuna é o Alemão.